# Pampa de los Guanacos
Pampa de los Guanacos (antes "Kilómetro 325" o "km 325") es una localidad del departamento Copo, provincia de Santiago del Estero, Argentina. 
También denominada Punta de Riel, nombre que le pusieron los primeros trabajadores ferroviarios de la comarca.

## Ubicación
Sus principales comunicaciones terrestres están dadas por la RN 16 y, paralelo a ésta, un ramal del Ferrocarril General Belgrano, ambas vías comunican a esta población con Salta y Resistencia, es de tener en cuenta que el ferrocarril (como frecuentemente ocurrió en Argentina desde fines de siglo XIX y durante la primera mitad de siglo XX) precedió a la ruta carretera. En efecto, la trama ferroviaria en este sector del Chaco Austral fue planteada en gran medida para facilitar la extracción de maderas de los densos bosques y selvas (en especial de quebracho) y las producciones de algodón. Desde Pampa de los Guanacos, en sentido meridiano parte la ruta provincial 6 que conecta a esta población con la de Sacháyoj que se encuentra unos 48 kilómetros al sur. Las comunicaciones viales con la ciudad capital de la provincia (Santiago del Estero) son aún indirectas y se realizan principalmente a través de los sinuosos recorridos de las rutas provinciales 5 y 4.
En sus inmediaciones se encuentra el parque nacional Copo, creado en el año 2000. Recibe aguas procedentes del río Salado del Norte a través de un acueducto llamado Canal de Dios.

## Población
Cuenta con 5,273 habitantes (Indec, 2010), lo que representa un incremento del 20% frente a los 4,393 habitantes (Indec, 2001) del censo anterior.
| Gráfica de evolución demográfica de Beltrán entre 1960 y 2010 |
|                                                               |
| Fuentes: INDEC                                                |

## Parroquias de la Iglesia católica en Pampa de los Guanacos
| Diócesis  | Añatuya                  |
| --------- | ------------------------ |
| Parroquia | Nuestra Señora del Valle |

## Cultura Popular
La ciudad de Pampa de los Guanacos se hizo muy popular gracias a la chacarera Pampa de los guanacos, con letra de Cristóforo Juárez y música de Agustín Carabajal. Grandes cantores, como el Chaqueño Palavecino y los Manseros Santiagueños, la han incluido en su repertorio.

## Personalidades
Desde el año 2006, Daniel «el Negro» Pons ha participado en múltiples competencias de fuerza a nivel nacional e internacional, llevando el nombre de su pueblo consigo: ha ganado el premio "El hombre más fuerte de la Argentina", y posteriormente sus ediciones latinoamericana e iberoamericana. Clasificó tres veces al premio Arnold Strongman de Columbus, Estados Unidos. Y ha revalidado frente al gran público sus títulos al vencer en la competencia organizada por el programa de televisión de Ideas del Sur "¿Cuál es tu récord?", dentro del programa Sábado Show, por Canal 13 de Buenos Aires.